# شوالة متشابهة
شوالة متشابهة (الاسم العلمي:Panorpa cognata) هي نوع من الحشرات تتبع جنس الشوالة من فصيلة الشواليات.